# Silvinho
Sylvio Lima, mais conhecido como Silvinho (Petrópolis, 5 de dezembro de 1931 – Petrópolis, 2 de novembro de 2019), foi um cantor  e compositor brasileiro.
Sua primeira música foi “Assim como as flores morrem”, do ano de 1946. Entre as décadas de 1950 a 1960 foi cantor em diversos conjuntos, tais como Os Trovadores, Os Vocalistas, Trio Quitandinha e Conjunto Harmonia Gravou sua primeira composição “Quem é?”, no ano de Em 1959, interpretada também por Gregorio Barrios [es] e por Bienvenido Granda. Foi cantor na Rádio Nacional, no Rio de Janeiro. Seu grande sucesso, Quem é?, vendeu milhares de cópias em vários países do mundo.
Já em 1963, faria sucesso com a gravação de “Esta noite eu queria que o mundo acabasse”, canção posteriormente regravada por Waldick Soriano e Núbia Lafayette e, mais recentemente, por e José Augusto, em 1995, e pelas duplas de música sertaneja Chrystian & Ralf, em 1985, e Bruno e Marrone, no ano 2000. 
Silvinho gravou 50 LPs, 25 compactos e 50 CDs, e tendo participações como convidado dos principais programas de rádio e televisão do país. Foi premiado com os mais importantes troféus da música brasileira, tais como: Chico Viola, Roquette-Pinto e Buzina do Chacrinha.

## Discografia
- 1961 - Quem é
- 1961 - Querida
- 1962 - Marcha da coroa
- 1962 - Quero beber
- 1962 - Amor perdido
- 1962 - Vai minha canção
- 1963 - O maior perdão da minha vida
- 1963 - Canção dos sonhos desfeitos
- 1963 - Você diz que é broto
- 1963 - Mercado modelo
- 1963 - Quando eu morrer, no outro mundo, esperarei por ti
- 1963 - Mulher governanta
- 1963 - Amor sincero
- 1963 - Se tu gostasses de mim
- 1963 - Esta noite eu queria que o mundo acabasse
- 1963 - Tu foste o sol que iluminou a minha vida
- 1999 - 20 Supersucessos: Silvinho
- 2002 - Millenium: Silvinho